# Eupithecia isotenes
Eupithecia isotenes är en fjärilsart som beskrevs av Louis Beethoven Prout 1932. Eupithecia isotenes ingår i släktet Eupithecia och familjen mätare. Inga underarter finns listade i Catalogue of Life.